# Juraj Habdelić
Juraj Habdelić (n. 17 aprilie sau 27 noiembrie 1609 – d. 27 noiembrie 1678) a fost un preot iezuit, scriitor și lexicograf croat.

## Biografie
S-a născut în anul 1609 în satul Staro Čiče⁠(d) din apropierea orașului Velika Gorica (care făcea parte atunci din Imperiul Habsburgic, iar astăzi este o parte componentă a Croației), în familia nobilului Boldižar (Baltazar) Habdelić și a Margaritei Kraljić. A urmat studii secundare la Colegiul Iezuit⁠(d) din Zagreb, după care a studiat filozofia la Universitatea din Graz și teologia la Universitatea din Trnava⁠(d). După absolvirea studiilor, a lucrat ca profesor la Rijeka, la Varaždin și, în cele din urmă, la Zagreb, unde a fost profesor (1635–1639), prefect de studii (1654–1659) și rector al Colegiului Iezuit (1655–1657 și 1664–1666) și a devenit apoi director al Seminarului Teologic. În timpul rectoratului său, cursurile colegiului au fost urmate de Pavao Ritter Vitezović⁠(d) (1652–1713), care a continuat, în modul său propriu, activitatea lingvistică a lui Habdelić, dar pe o bază diferită de cea atribuită școlii iezuite.
A murit în 27 noiembrie 1678 la Zagreb.

## Opera științifico-literară

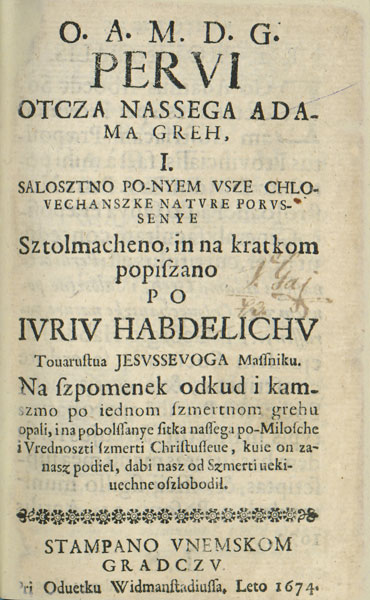
Coperta cărții Pervi otca našega Adama greh (1674) a lui Habdelić

Deși proza lui Habdelić poate fi încadrată astăzi cu dificultate în definiția modernă a literaturii, ea se caracterizează prin forță și prospețime și mai ales prin bogăția și claritatea limbii folosite de autor. Opera sa literară este formată din lucrări moral⁠(d)-didactice, care s-au bucurat la vremea lui de o mare popularitate. Prima lucrare a fost Zrcalo Marijansko („Oglinda Sfintei Maria”), publicată în anul 1662 la Graz.

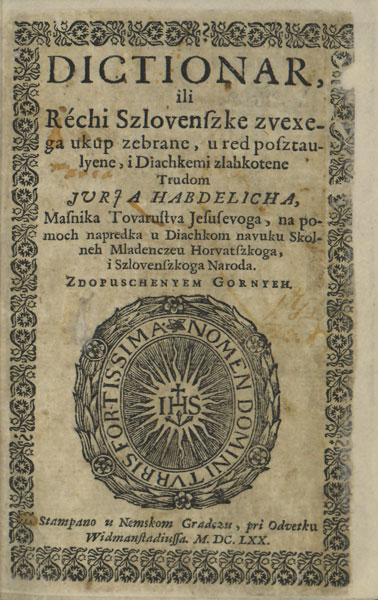
Dicționar, prima ediție din 1670

Tema principală a operei literare a lui Habdelić este moralitatea creștină, ca urmare a faptului că omul este predispus să încalce regulile creștine stricte și să se complacă cu ușurință într-o stare de păcat. Cartea Prvi otca našeg Adama greh (Păcatul originar al strămoșului nostru, Adam), tipărită de Congregația pentru Propagarea Credinței⁠(d) și destinată uzului public, are 1200 de pagini și conține o imagine a căderii omului și a înclinației sale către păcat. Valoarea istorică și morală a cărții se datorează capacității lui Habdelić de a analiza prin intermediul acestei teme toate straturile societății din vremea sa: nobili, orășeni, țărani și chiar și clerici.
Scriind despre evenimentele actuale din Croația acelor vremuri (Conspirația Zrinski–Frankopan⁠(d) sau Răscoala țărănească croato–slovenă⁠(d) condusă de Matija Gubec⁠(d)), el se arată a fi un apărător al ordinii existente și, în același timp, un susținător al guvernului austriac și al nobilimii croate. Astfel, în opinia sa, răscoala țărănească este o manifestare a „lipsei de stăpânire a pasiunilor oamenilor de rând” și a înclinației lor către un comportament haotic, iar conspirația o consecință a „aroganței marii nobilimi”.
Habdelić a scris în dialectul kajkavian⁠(d) al limbii croate și s-a dovedit un cunoscător al limbajului oamenilor simpli⁠(d). În același timp, era un adversar al obiceiurilor simple, profane, inclusiv al cântecelor populare, el instruindu-și cititorii să se abțină de la „cântecele rușinoase, nelegiuite și necurate”.
Prin lucrarea Dictionar ili Réchi Szlovenske zvexega ukup zebrane, u red postaulyene, i Diachkemi zlahkotene trudom Jurja Habdelicha, masnika Tovarustva Jesusevoga, na pomoch napredka u diachkom navuku skolneh mladenczeu horvatszkoga i szlovenszkoga naroda („Dicționar sau cuvinte slave”), publicată în anul 1670 la Graz, Habdelić ocupă un loc proeminent în istoria lingvisticii croate. El a alcătuit, fără a avea cunoștințe lingvistice speciale și pentru uzul elevilor, un dicționar croato-latin. Întreaga operă a lui Habdelić constituie un model de evlavie creștină, inspirată din doctrina iezuită și din literatura religioasă, dar și o imagine panoramică⁠(d) a Croației timpului său.